# Pakistanische Cricket-Nationalmannschaft in Neuseeland in der Saison 2015/16
Die Spielserie der pakistanischen Cricket-Nationalmannschaft in Neuseeland in der Saison 2015/16 findet vom 15. bis zum 31. Januar 2016 statt. Die internationale Cricket-Tour ist Teil der Internationalen Cricket-Saison 2015/16 und umfasst drei ODIs und drei Twenty20s.

## Vorgeschichte

### Einordnung
Neuseeland hatte zuvor Sri Lanka zu einer Tour zu Gast. Pakistan spielte zuletzt gegen England und sollte anschließend eine Tour gegen Indien absolvieren. Da die indische Regierung jedoch keine Zustimmung zu einer Tour gegen Pakistan außerhalb Indiens gabs und Pakistan auf sein Heimrecht bzw. auf einen neutralen Austragungsort pochte, kam diese nicht zu Stande. Das letzte Aufeinandertreffen der beiden Mannschaften zu einer Tour fand ein Jahr zuvor statt.

### Nominierung von Mohammad Amir
Eine umstrittene Nominierung für das pakistanische Team erhielt Mohammad Amir, der nach der Tour des pakistanischen Teams in England im Jahr 2010 auf Grund von Spielmanipulationen zu einer Gefängnisstrafe verurteilt wurde und anschließend für fünf Jahre vom Weltverband ICC suspendiert wurde. Daraufhin weigerte sich der ODI-Kapitän Azhar Ali und der All-rounder Mohammad Hafeez an einem Trainingslager zusammen mit Amir teilzunehmen, zogen ihre Opposition alsbald zurück.

## Stadien
Die folgenden Stadien wurden für die Tour als Austragungsort vorgesehen und am 27. August 2015 festgelegt.
| Stadion         | Stadt      | Kapazität | Spiele         |
| --------------- | ---------- | --------- | -------------- |
| Eden Park       | Auckland   | 50.000    | 3. ODI; 1. T20 |
| Seddon Park     | Hamilton   | 10.000    | 2. T20         |
| McLean Park     | Napier     | 22.500    | 2. ODI         |
| Basin Reserve   | Wellington | 11.000    | 1. ODI         |
| Westpac Stadium | Wellington | 34.500    | 3. T20         |

## Kaderlisten
Pakistan benannte seinen Kader am 1. Januar 2016.
| ODI | ODI | Twenty20 | Twenty20 |
| Neuseeland | Pakistan | Neuseeland | Pakistan |
| --- | --- | --- | --- |
| - Kane Williamson (K) - Corey Anderson - Trent Boult - Doug Bracewell - Grant Elliott - Martin Guptill - Matt Henry - Tom Latham - Mitchell McClenaghan - Brendon McCullum - Adam Milne - Colin Munro - Henry Nicholls - Luke Ronchi (wk) - Mitchell Santner - BJ Watling (wk) | - Azhar Ali (K) - Ahmed Shehzad - Anwar Ali - Asad Shafiq - Babar Azam - Imad Wasim - Mohammad Amir - Mohammad Hafeez - Mohammad Irfan - Mohammad Rizwan (wk) - Rahat Ali - Sarfaraz Ahmed (wk) - Shoaib Malik - Sohaib Maqsood - Wahab Riaz - Zafar Gohar | - Kane Williamson (K) - Corey Anderson - Todd Astle - Trent Boult - Grant Elliott - Martin Guptill - Matt Henry - Tom Latham - Mitchell McClenaghan - Adam Milne - Colin Munro - Luke Ronchi (wk) - Mitchell Santner - Ross Taylor | - Shahid Afridi (K) - Aamer Yamin - Ahmed Shehzad - Anwar Ali - Iftikhar Ahmed - Imad Wasim - Mohammad Amir - Mohammad Hafeez - Mohammad Rizwan (wk) - Saad Nasim - Sarfaraz Ahmed (wk) - Shoaib Malik - Sohaib Maqsood - Umar Akmal - Umar Gul - Wahab Riaz |

## Twenty20 Internationals

### Erstes Twenty20 in Auckland
| 15. Januar Scorecard | Auckland | Pakistan 171-8 (20)          | – | Neuseeland 155-9 (20) |
|                      |          | Pakistan gewinnt mit 16 Runs |   |                       |

### Zweites Twenty20 in Hamilton
| 17. Januar Scorecard | Hamilton | Pakistan 168-7 (20)               | – | Neuseeland 171-0 (17.4) |
|                      |          | Neuseeland gewinnt mit 10 Wickets |   |                         |

### Drittes Twenty20 in Wellington
| 22. Januar Scorecard | Wellington (WS) | Neuseeland 196-5 (20)          | – | Pakistan 101 (16.1) |
|                      |                 | Neuseeland gewinnt mit 95 Runs |   |                     |

## One-Day Internationals

### Erstes ODI in Wellington
| 25. Januar Scorecard | Wellington (BR) | Neuseeland 280-8 (50)          | – | Pakistan 210 (46) |
|                      |                 | Neuseeland gewinnt mit 70 Runs |   |                   |

### Zweites ODI in Napier
| 28. Januar Scorecard | Napier | Neuseeland | – | Pakistan |
|                      |        | Abgesagt   |   |          |

### Drittes ODI in Auckland
| 31. Januar Scorecard | Auckland | Neuseeland 265-7 (42.4)                       | – | Pakistan 290 (47.3) |
|                      |          | Neuseeland gewinnt mit 3 Wickets (D/L method) |   |                     |

## Statistiken
Die folgenden Cricketstatistiken wurden bei dieser Tour erzielt.
| ODIs            | ODIs       | ODIs    | ODIs    | ODIs    | ODIs    | ODIs    | ODIs    | ODIs    |
| Batting         | Batting    | Batting | Batting | Batting | Batting | Batting | Batting | Batting |
| Spieler         | Mannschaft | Spiele  | Innings | Runs    | Average | HS      | 100s    | 50s     |
| --------------- | ---------- | ------- | ------- | ------- | ------- | ------- | ------- | ------- |
| Babar Azam      | Pakistan   | 2       | 2       | 145     | 72,50   | 83      | 0       | 2       |
| Mohammad Hafeez | Pakistan   | 2       | 2       | 118     | 59,00   | 76      | 0       | 1       |
| Kane Williamson | Neuseeland | 2       | 2       | 94      | 47,00   | 84      | 0       | 1       |
| Martin Guptill  | Neuseeland | 2       | 2       | 93      | 46,50   | 82      | 0       | 1       |
| Henry Nicholls  | Neuseeland | 2       | 2       | 87      | 43,50   | 82      | 0       | 1       |
| Bowling         |            |         |         |         |         |         |         |         |
| Spieler         | Mannschaft | Spiele  | Overs   | Wickets | Average | BBI     | 5W      | 10W     |
| Trent Boult     | Neuseeland | 2       | 18      | 6       | 16,66   | 4/40    | 0       | 0       |
| Mohammad Amir   | Pakistan   | 2       | 17.1    | 5       | 13,40   | 3/28    | 0       | 0       |
| Adam Milne      | Neuseeland | 1       | 9.3     | 3       | 16,33   | 3/49    | 0       | 0       |
| Anwar Ali       | Pakistan   | 1       | 9.5     | 3       | 22,00   | 3/66    | 0       | 0       |
| Grant Elliott   | Neuseeland | 2       | 20      | 3       | 32,66   | 3/43    | 0       | 0       |
| Mohammad Irfan  | Pakistan   | 2       | 18      | 3       | 34,33   | 2/43    | 0       | 0       |

| Twenty20s        | Twenty20s  | Twenty20s | Twenty20s | Twenty20s | Twenty20s | Twenty20s | Twenty20s | Twenty20s |
| Batting          | Batting    | Batting   | Batting   | Batting   | Batting   | Batting   | Batting   | Batting   |
| Spieler          | Mannschaft | Spiele    | Innings   | Runs      | Average   | HS        | 100s      | 50s       |
| ---------------- | ---------- | --------- | --------- | --------- | --------- | --------- | --------- | --------- |
| Kane Williamson  | Neuseeland | 3         | 3         | 175       | 87,50     | 72*       | 0         | 2         |
| Martin Guptill   | Neuseeland | 3         | 3         | 131       | 65,50     | 87*       | 0         | 1         |
| Umar Akmal       | Pakistan   | 3         | 3         | 85        | 42,50     | 56*       | 0         | 1         |
| Corey Anderson   | Neuseeland | 3         | 2         | 82        | 82,00     | 82*       | 0         | 1         |
| Mohammad Hafeez  | Pakistan   | 3         | 3         | 82        | 27,33     | 61        | 0         | 1         |
| Bowling          |            |           |           |           |           |           |           |           |
| Spieler          | Mannschaft | Spiele    | Overs     | Wickets   | Average   | BBI       | 5W        | 10W       |
| Adam Milne       | Neuseeland | 3         | 11.1      | 8         | 10,25     | 4/37      | 0         | 0         |
| Wahab Riaz       | Pakistan   | 3         | 11        | 5         | 21,40     | 3/34      | 0         | 0         |
| Grant Elliott    | Neuseeland | 3         | 6         | 4         | 10,75     | 3/7       | 0         | 0         |
| Mitchell Santner | Neuseeland | 3         | 8         | 3         | 16,66     | 2/14      | 0         | 0         |
| Corey Anderson   | Neuseeland | 3         | 8         | 3         | 20,33     | 2/17      | 0         | 0         |
| Shahid Afridi    | Pakistan   | 3         | 12        | 3         | 30,33     | 2/26      | 0         | 0         |

## Player of the Match
Als Player of the Match wurden die folgenden Spieler ausgezeichnet.
| Spiel  | Player of the Match |
| ------ | ------------------- |
| 1. T20 | Shahid Afridi       |
| 2. T20 | Martin Guptill      |
| 3. T20 | Corey Anderson      |
| 1. ODI | Henry Nicholls      |
| 3. ODI | Martin Guptill      |